# Comuna Castelu, Constanța
Castelu este o comună în județul Constanța, Dobrogea, România, formată din satele Castelu (reședința) și Nisipari.

## Demografie
Componența etnică a comunei Castelu
     Români (60,37%)
     Turci (15,86%)
     Romi (8,55%)
     Tătari (2,69%)
     Alte etnii (0,06%)
     Necunoscută (12,48%)
Componența confesională a comunei Castelu
     Ortodocși (59,4%)
     Musulmani (27,44%)
     Alte religii (0,46%)
     Necunoscută (12,71%)
Conform recensământului efectuat în 2021, populația comunei Castelu se ridică la 5.241 de locuitori, în creștere față de recensământul anterior din 2011, când fuseseră înregistrați 4.856 de locuitori. Majoritatea locuitorilor sunt români (60,37%), cu minorități de turci (15,86%), romi (8,55%) și tătari (2,69%), iar pentru 12,48% nu se cunoaște apartenența etnică. Din punct de vedere confesional, majoritatea locuitorilor sunt ortodocși (59,4%), cu o minoritate de musulmani (27,44%), iar pentru 12,71% nu se cunoaște apartenența confesională.

## Politică și administrație
Comuna Castelu este administrată de un primar și un consiliu local compus din 15 consilieri. Primarul, Nicolae Anghel[*], de la Partidul Social Democrat, este în funcție din 2000. Începând cu alegerile locale din 2024, consiliul local are următoarea componență pe partide politice:
|  | Partid                          | Consilieri | Componența Consiliului | Componența Consiliului | Componența Consiliului | Componența Consiliului | Componența Consiliului | Componența Consiliului | Componența Consiliului | Componența Consiliului |
|  | ------------------------------- | ---------- | ---------------------- | ---------------------- | ---------------------- | ---------------------- | ---------------------- | ---------------------- | ---------------------- | ---------------------- |
|  | Partidul Social Democrat        | 8          |                        |                        |                        |                        |                        |                        |                        |                        |
|  | Partidul Național Liberal       | 6          |                        |                        |                        |                        |                        |                        |                        |                        |
|  | Alianța pentru Unirea Românilor | 1          |                        |                        |                        |                        |                        |                        |                        |                        |